# Schikotan
Schikotan (russisch Шикотан, jap. 色丹島, Shikotan-tō, englisch Shikotan) ist eine der größeren Inseln des Kurilen-Archipels. Sie gehört de facto zur
russischen Oblast Sachalin, wird aber wie die Chabomai-Inseln von Japan als Teil der Unterpräfektur Nemuro in der Präfektur Hokkaidō beansprucht.
Der Name „Schikotan“ stammt aus der Ainu-Sprache und ist wohl von si-kotan für „großes Dorf, große Dörfer“ abgeleitet.

## Geographie
Die Fläche der Insel beträgt 247,65 km². Die Insel wird von Vulkaniten sowie Sandstein aus der Oberkreide und dem Känozoikum gebildet. Aktive Vulkane gibt es im Unterschied zu vielen anderen Kurileninseln nicht. Zwei erloschene Vulkane sind der Tomari (Höhe 358 m) und der Notoro (356 m) im südlichen Teil der Insel, höchste Erhebung ist der Berg Schikotan (405 m) unweit der Nordspitze. Die Vegetation besteht vorwiegend aus Sachalin-Tannen, Lärchen, Laubwald, Bambus als Unterholz und Wacholder-Buschland.
Heute gibt es auf der Insel zwei Dörfer: Malokurilskoje (ehemals Shikotan) unweit der Nordspitze der Insel mit 1873 Einwohnern und Krabosawodskoje (ehemals Anama) am mittleren Teil der Nordwestküste mit 947 Einwohnern (Stand 2010). Die Orte gehören zum Stadtkreis Juschno-Kurilsk mit Verwaltungszentrum in der Siedlung städtischen Typs Juschno-Kurilsk auf der nordwestlichen Nachbarinsel Kunaschir.
Hauptwirtschaftszweig sind die Fischerei, vor allem auf Dorsche und Krabben, sowie die Ernte von Algen (Laminaria) aus Tangwäldern (Kelp).
Ein Erdbeben mit anschließendem Tsunami verursachte am 4. Oktober 1994 größere Schäden an der Küste der Insel.

## Galerie

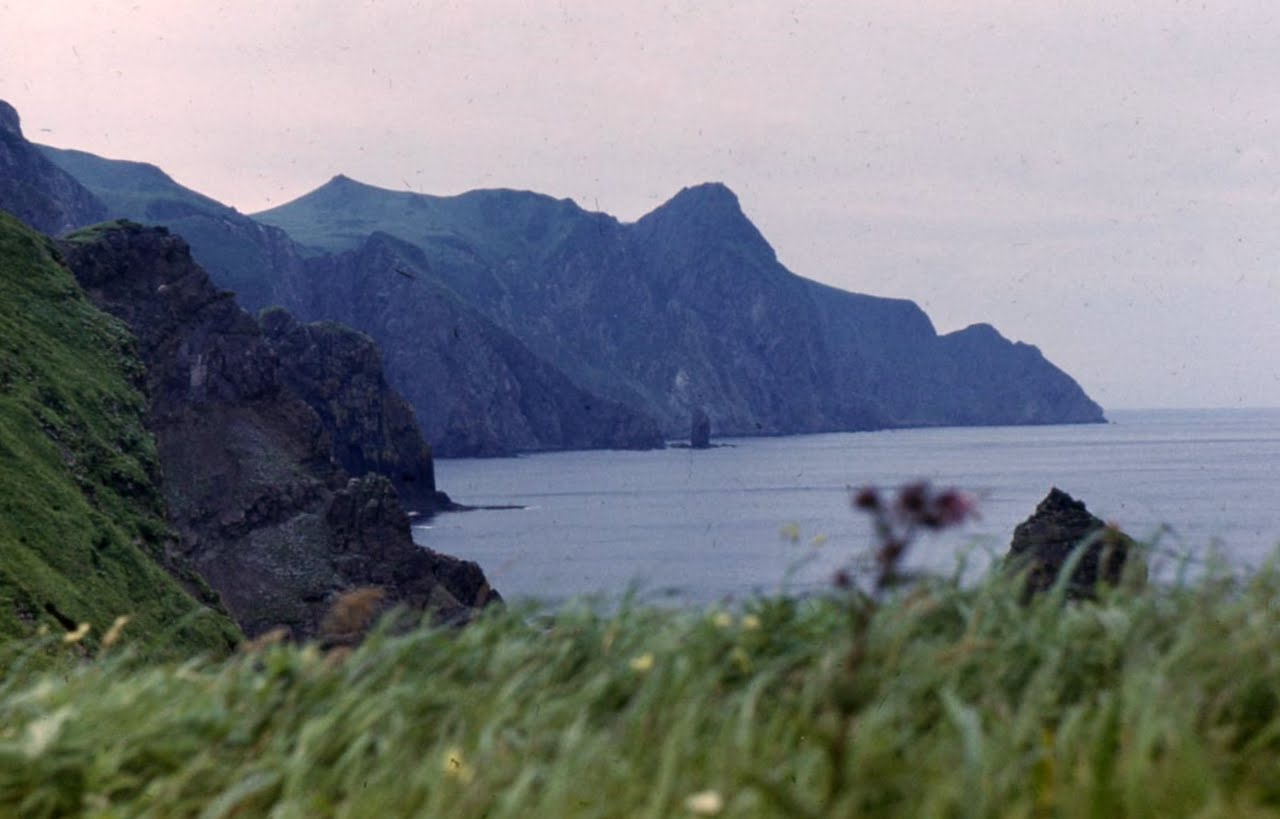
Küste (1980)
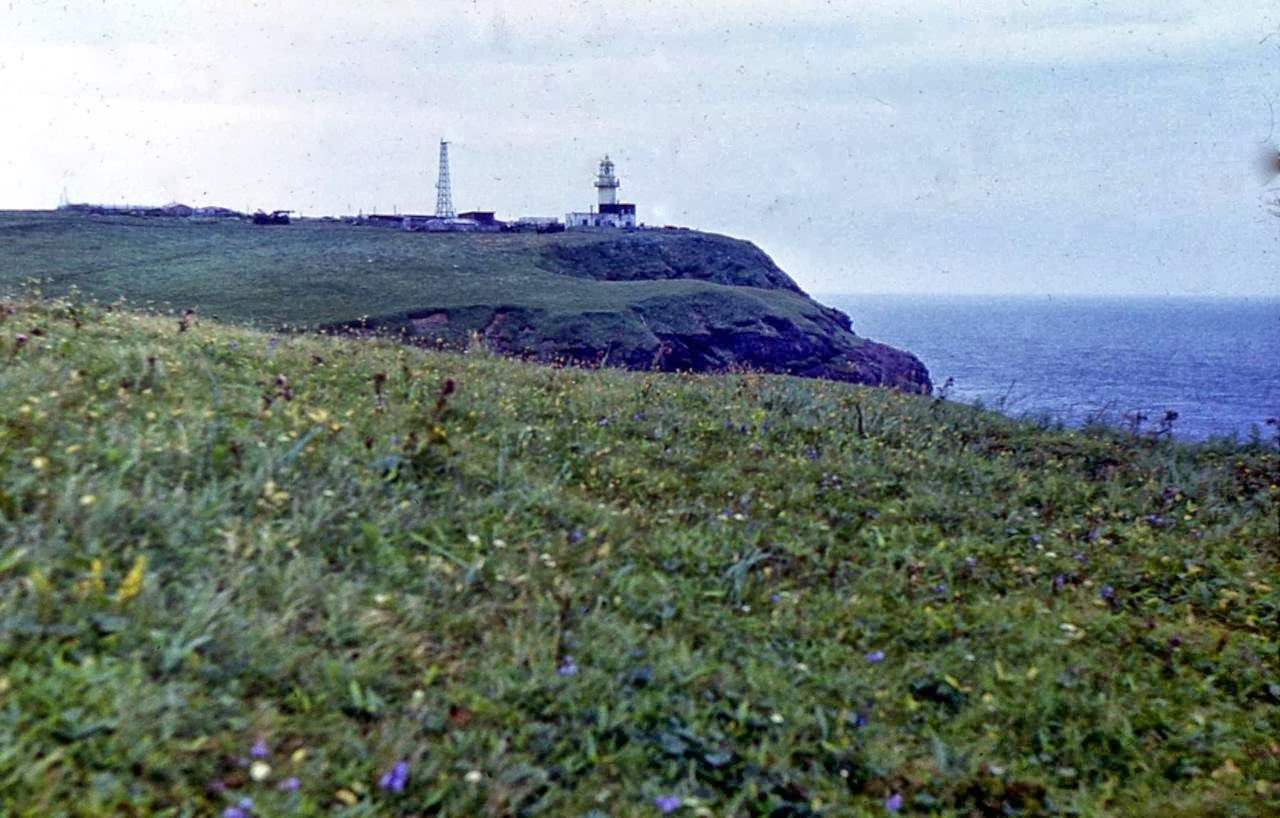
Leuchtturm (1980)
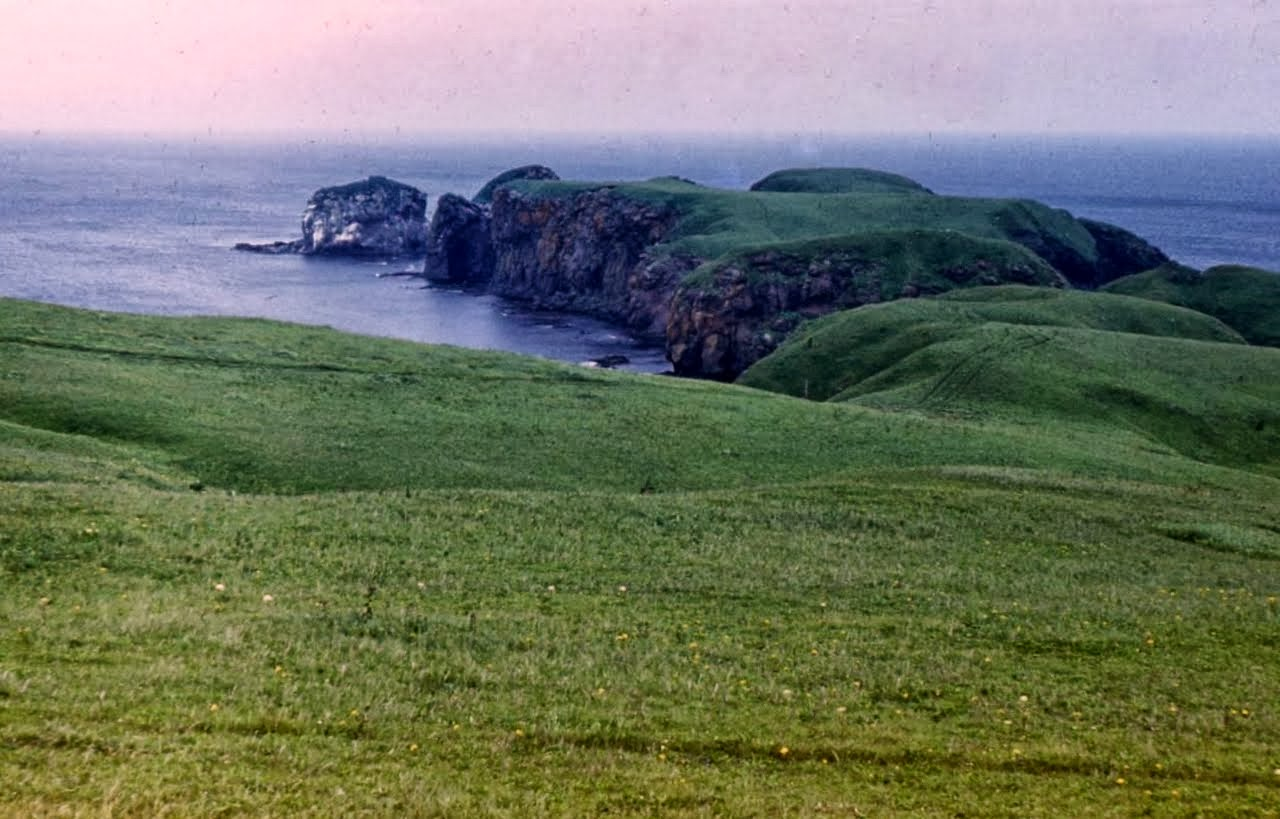
Kap (1980)
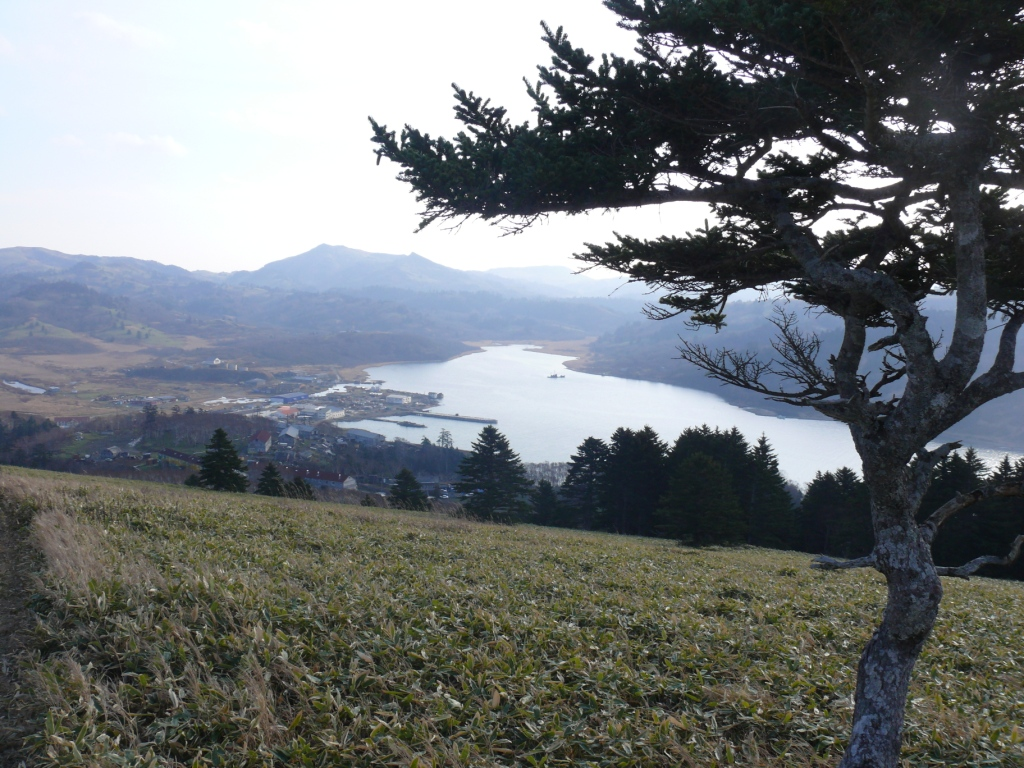
Krabosawodskoje